# Адельгейда Гессенская
Адельге́йда (Аделаи́да) Ге́ссенская (пол. Adelajda heska, около 1324 — около 1371, Гессен) — дочь Генриха II, ландграфа Гессена, и Елизаветы Тюрингской, дочери Фридриха I, маркграфа Мейсена. Королева Польши, вторая супруга Казимира III.

## Биография
Была названа в честь бабки по отцовской линии, Адельгейды Равенсбергской, дочери Оттона III, графа Равенсберга.
29 сентября 1341 года в Познани Адельгейда вышла замуж за Казимира III Великого, короля Польши. В тот же день она была коронована в Познанском соборе. Брак был частью соглашения между Казимиром III и Люксембургами. Для короля это был второй брак — его первая супруга Анна Гедиминовна умерла за два года до этого. У Казимира были две дочери, Елизавета и Кунигунда, однако не было сына и наследника. Брак оказался несчастливым, вскоре после их свадьбы Казимир начал жить отдельно от Адельгейды.
В 1356 году Казимир объявил о своём разводе с Адельгейдой и женился на своей любовнице Кристине Рокичанке, вдове пражского мещанина Николая Рокичана. Из-за того, что развод не был одобрен папой, у короля возникли серьёзные трудности с духовенством. Казимир продолжал жить с Кристиной, несмотря на требования папы Иннокентия VI вернуться к Адельгейде. Брак с Кристиной продолжался до 1363 года, когда Казимир вновь объявил себя разведённым. 
25 февраля 1365 году Казимир женился на своей четвёртой жене, Ядвиге Жаганьской. В 1368 году папа Урбан V согласился признать развод Казимира и Адельгейды Гессенской. К этому времени уже умерла Кристина и не оставалось препятствий для признания Ядвиги Жаганьской законной женой и королевой Польши, хотя факт признания этого брака законным до сих пор является предметом спора среди историков. Легитимность его трёх последних дочерей оспаривалась. 5 декабря 1369 года Анна и Кунигунда были узаконены папой Урбаном V, а Ядвига была узаконена папой Григорием XI 1 октября 1371 года.
После аннулирования брака Адельгейда вернулась домой в Гессен, где и провела остаток жизни.